# Таємниця голлівудської мами
Таємниця голлівудської мами (англ. The Hollywood Mom's Mystery) — американський детектив 2004 року.

## Сюжет
Одружившись з голівудським продюсером Кітом Фрірсом, ілюстратор Люсі Фрірс хотіла стати відомою у Беверлі Хіллз. І стала! Але тільки після того, як в їх басейні виявили мертве тіло юної старлетки, і оголосили Кіта головним підозрюваним у вбивстві. Схоже, тільки Люсі може очистити чесне ім'я чоловіка і знайти справжнього вбивцю серед багатих і знаменитих.

## У ролях
- Джастін Бейтмен — Люси Фрірс
- Елізабет Пенья — Тереза Шу
- Джордж Гемілтон — Вуді Прентіс
- Лаура Джонсон — Франсін Палумбо
- Девід Гейл — Джастін Кеффрі
- Мартін Коув — Сенді Палумбо
- Стефані Камерон — Метті Баллард
- Мелора Хардін — Саммер Росснер
- Ендрю МакКарті — Кіт Фрірс
- Холлістон Коулмен — Хлоя Фрірс
- Енджи Еверхарт — Джулія Прентіс
- Енн Ремсі — Валері Джейн Рамірес
- Лорен Пауерс — Конні Камінські
- Девід Генрі — Олівер Палумбо
- Лінкольн Лагесон — помічник режисера

в титрах не вказані
- Том Брай — охоронець
- Сьюзен Енджел — астронавт
- Джина Фріккіоне — голлівудська мама
- Ленс Ленфіар — водій
- Ганс Райт — Том Баллард
- Майкл Спеззано — візажист